# Olaug Bollestad
Olaug Vervik Bollestad (født 4. november 1961 i Strand, Rogaland) er en norsk politiker for Kristelig Folkeparti. Hun var landbrugs- og fødevareminister i Erna Solbergs regering fra 2019 til 2021 og tillige børne- og familieminister i september-oktober 2021 efter Kjell Ingolf Ropstad tilbagetræden. Hun har været valgt til Stortinget i Rogaland siden 2013. Hun var leder af Stortingets Sundheds- og omsorgsudvalg 2017-2019.
Bollestad har været første næstformand i Kristelig Folkeparti siden 2017. Hun var fungerende leder januar-april 2019 efter Knut Arild Hareide trak sig posten, og igen september–november 2021 efter Kjell Ingolf Ropstad trak sig.
Bollestad var borgmester i Gjesdal fra 2007 til 2013 indtil blev valgt til Stortinget.
Bollestad er uddannet til sygeplejerske i Stavanger og arbejdede som sygeplejeske og leder på Stavanger Universitetssjukehus fra 1987 til 2007.

## Eksterne links
- Wikimedia Commons har flere filer relateret til Olaug Bollestad